# Halowe Mistrzostwa Świata w Lekkoatletyce 2010 – pchnięcie kulą kobiet
Pchnięcie kulą kobiet – jedna z konkurencji rozgrywanych podczas 13. Halowych Mistrzostw Świata w hali Aspire Dome w Dosze.
Wymagane minimum A do udziału w mistrzostwach świata wynosiło 17,50. Eliminacje odbyły się rano 13 marca, a finał zaplanowano na ostatni dzień zawodów.
Pierwotnie złoty i brązowy medal zdobyły reprezentantki Białorusi Nadzieja Astapczuk i Natalla Michniewicz, lecz później zostały zdyskwalifikowane z powodu dopingu.

## Terminarz
| Data          | Godzina | Runda      |
| ------------- | ------- | ---------- |
| 13 marca 2010 | 09:20   | Eliminacje |
| 14 marca 2010 | 16:35   | Finał      |

## Rezultaty
| Poz. - pozycja \| CR - rekord mistrzostw \| NR - rekord kraju                                      |
| PB - rekord życiowy \| SB - najlepszy wynik w sezonie \| X - próba spalona \| – - pominięcie próby |

### Eliminacje
Do zawodów przystąpiło 17 zawodniczek z 12 krajów. Aby dostać się do finału trzeba było osiągnąć co najmniej 18,50 m (Q).
| Pozycja | Zawodniczka               | Reprezentacja     | #1    | #2    | #3    | Rezultat | Uwagi |
| ------- | ------------------------- | ----------------- | ----- | ----- | ----- | -------- | ----- |
| DQ      | Nadzieja Astapczuk        | Białoruś          | 20,09 |       |       | 20,09    | Q     |
| 1       | Valerie Vili              | Nowa Zelandia     | 19,81 |       |       | 19,81    | Q     |
| DQ      | Anca Heltne               | Rumunia           | 19,10 |       |       | 19,10    | Q     |
| 2       | Gong Lijiao               | Chiny             | 18,87 |       |       | 18,87    | Q, SB |
| 3       | Jillian Camarena-Williams | Stany Zjednoczone | 18,85 |       |       | 18,85    | Q, SB |
| 4       | Nadine Kleinert           | Niemcy            | x     | 18,77 |       | 18,77    | Q     |
| DQ      | Natalla Michniewicz       | Białoruś          | 18,67 |       |       | 18,67    | Q     |
| 5       | Anna Awdiejewa            | Rosja             | 18,53 |       |       | 18,53    | Q     |
| 6       | Misleydis González        | Kuba              | 17,69 | 18,51 |       | 18,51    | Q     |
| 7       | Olga Iwanowa              | Rosja             | 18,42 | x     | x     | 18,42    |       |
| 8       | Liu Xiangrong             | Chiny             | 18,34 | 18,15 | x     | 18,34    | SB    |
| 9       | Cleopatra Borel-Brown     | Trynidad i Tobago | 17,98 | 18,31 | 18,09 | 18,31    |       |
| 10      | Michelle Carter           | Stany Zjednoczone | 18,16 | x     | 18,20 | 18,20    | SB    |
| 11      | Melissa Boekelman         | Holandia          | x     | 16,91 | 17,57 | 17,57    |       |
| 12      | Austra Skujytė            | Litwa             | 17,07 | 17,28 | 17,55 | 17,55    |       |
| 13      | Mailín Vargas             | Kuba              | 17,37 | 17,52 | x     | 17,52    |       |
| 14      | Anita Márton              | Węgry             | 17,34 | 17,08 | 16,98 | 17,34    |       |

### Finał
| Pozycja | Zawodniczka               | Reprezentacja     | #1    | #2    | #3    | #4    | #5    | #6    | Rezultat | Uwagi |
| ------- | ------------------------- | ----------------- | ----- | ----- | ----- | ----- | ----- | ----- | -------- | ----- |
|         | Valerie Vili              | Nowa Zelandia     | x     | 20,45 | 20,41 | 20,10 | 20,49 | 20,27 | 20,49    | AR    |
|         | Anna Awdiejewa            | Rosja             | 18,64 | 19,41 | 19,47 | 19,42 | 19,26 | x     | 19,47    | SB    |
|         | Nadine Kleinert           | Niemcy            | 18,91 | 18,62 | 19,16 | 18,42 | x     | 19,34 | 19,34    | SB    |
| 4       | Jillian Camarena-Williams | Stany Zjednoczone | x     | 17,88 | 18,41 | 19,08 | 19,34 | 18,98 | 19,34    | PB    |
| 5       | Misleydis González        | Kuba              | 18,56 | x     | 18,77 | 18,57 | 18,74 | 18,37 | 18,77    |       |
| 6       | Gong Lijiao               | Chiny             | x     | 18,50 | 18,34 | 18,58 | 18,64 | 18,54 | 18,64    |       |
| DQ      | Nadzieja Astapczuk        | Białoruś          | 20,24 | x     | x     | x     | 20,68 | 20,85 | 20,85    | CR    |
| DQ      | Natalla Michniewicz       | Białoruś          | 20,42 | x     | 19,53 | 19,64 | x     | x     | 20,42    | SB    |
| DQ      | Anca Heltne               | Rumunia           | 18,86 | 18,58 | x     | x     | x     | x     | 18,86    |       |